# Ràdio de les Nacions Unides

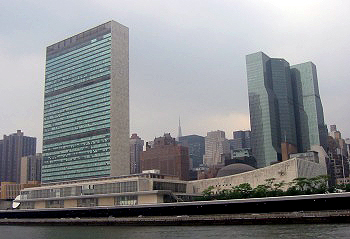
Edifici de les Nacions Unides a Nova York.

La ràdio de les Nacions Unides és un servei de notícies de ràdio que subministra informació sobre el que passa a la seu i a les agències de l'ONU a tot el món, d'una manera àgil i dinàmica.
El material generat cada dia des de la seu de l'organisme a Nova York és gratuït i es va actualitzant constantment a la seva pàgina internet. En ella les emissores poden descarregar arxius d'àudio en mp3 amb notícies, reportatges, entrevistes i notes de fons. També trobaran cobertures especials, conferències de premsa, discursos i gravacions d'àudio d'esdeveniments internacionals.